# バルディ家

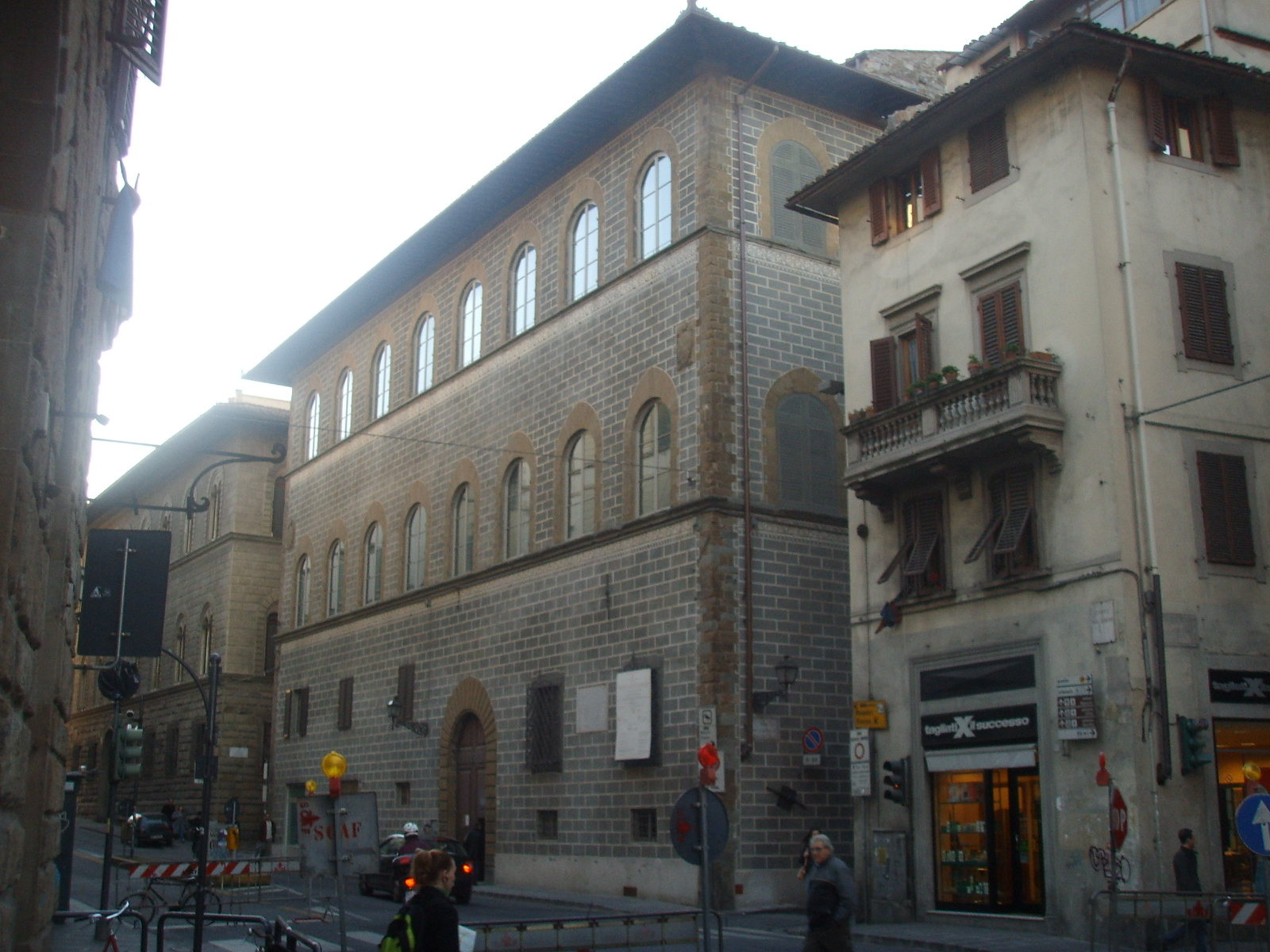
バルディ宮

バルディ家（Bardi）は、フィレンツェの有力な一族。巨大銀行バルディ社を創設した。

## バルディ社
バルディ社（Compagnia dei Bardi'）は、フィレンツェの銀行および貿易会社。
1344年に破産した。フィレンツェの著作家ジョヴァンニ・ヴィラーニは、イングランド王エドワード3世に貸し付けた戦争ローンの支払い拒否によるものだと非難した。もっとも、これと前後してバルツィ社だけではなく、ヴィラーニの兄弟が働いていたブオナッコルシ家やペルッツィ家まで破産している。ヴァリーニによれば、エドワード3世はバルディ家から90万フロリン金貨（13万5000リラ）、ペルッツィ家から60万フロリン金貨（9万リラ）を借りていたということである。ペルッツィ家の金額が少ないのは、彼らがそれほどたくさんの資本を持っていなかったことを示している。エドワード3世は借金を全額不履行にしたわけではなく、いくらかを現金で、それ以外にも、当時のイングランドの主要輸出品目であった羊毛の補助金で支払った。
フィレンツェが大混乱に陥っている間に、さらに4つめの巨大金融会社が破産した。アッチャイオーリ家の会社であるが、彼らはエドワード3世に金を貸していたわけではなかった。つまり、エドワード3世が不履行にした貸し付けは、フィレンツェに深刻な金融上の問題を与えはしたが、すべての原因ではなかったことになる。